# Mar de fons
Mar de fons es una serie dramática producida por Televisión de Cataluña y Diagonal TV, que se emitió por TV3 desde el 18 de septiembre de 2006 hasta el 30 de enero de 2007. Cada semana se emitían dos capítulos, en prime time los lunes y martes por la noche, sumando un total de 40 episodios.

## Argumento
La serie está ambientada principalmente en el edificio del World Trade Center de Barcelona, donde la editorial Babel tiene la sede. La familia Revert es la propietaria y la dirige el patriarca Nofre Revert. Uno de sus hijos, Carles Revert, es psicólogo y tiene la consulta en el mismo edificio. El marido de la hija grande trabaja en la editorial, y la hija pequeña quiere montar su propio negocio.
En el mismo edificio trabaja de publicista, Judit Blanchard, única descendente de la familia Romeu, fundadora de la editorial en los años 30. Los Romeu eran de ideología republicana y durante la Guerra Civil perdieron la editorial a manos de un yerno falangista, el padre de Nofre Revert.

## Actores
- Irene Montalà: Judit Blanchard
- David Selvas: Carles Revert
- Carme Elías: Montserrat Fontcuberta
- Fermí Reixach: Nofre Revert
- Laura Conejero: Susanna Revert
- Pere Arquillué: Tomàs Fuster
- Lloll Bertran: Amèlia García
- Tània Sàrrias: Jana Revert
- Patrícia Bargalló: Eva Bertrán
- Marta Padovan: Aurora Romeu
- Lluís Soler : Ernest Alcaldes
- Xavier Ruano: Ramon Aguiló
- Jordi Domènech: Ferran Aguiló
- Marina Salas: Laura Fuster
- Andrea Ros: Sílvia Fuster
- Carles Heredia: Josep Romeu
- Simón Andreu|: Abuelo Carles Revert
- Roger Casamajor: Francesc
- Alícia Pérez Borràs: Dàlia García